# Mezinárodní mistrovství České republiky v rallye 2002
Mezinárodní mistrovství České republiky v rallye 2002 (MMČR 2002) je název rallye šampionátu, který se pořádal na českém území v roce 2002. Šampionát obsahoval 7 dvoudeních soutěží. Generálním sponzorem byla společnaost di Andrea Lupo. Mistrem republiky se stala posádka Václav Pech mladší a Petr Uhel na voze Ford Focus WRC verze 2001.

## 01/XXXVII. Mogul Šumava rally
- MMČR koeficient 4
- ME koef. 2
- 15. - 16. března
- 520 km
- 13 RZ (Rychlostních zkoušek)

V úvodním podniku měla řada posádek smůlu a musela odstoupit. Tito jezdci měli štěstí až v průběhu sezony. Naopak úspěšné závodníky později provázela smůla. Výsledky nižších kategorií ale naznačily, jak to bude vypadat v průběhu sezóny.

### Výsledky
1. Karel Trojan, Jan Možný - Toyota Corolla WRC
2. Jindřich Štolfa, Cvrčková - Peugeot 306 MAXI
3. Václav Pech mladší, Petr Uhel - Ford Focus WRC
4. Václav Arazim, Jůlius Gál - Mitsubishi Lancer EVO VII
5. Miroslav Jandík, Radim Chrastecký - Mitsubishi Lancer EVO VII
6. Marcel Tuček, Václav Tesař - Mitsubishi Lancer EVO VI
7. Ramon Ferreyros, Herrero - Mitsubishi Lancer EVO VI
8. Jan Trajbold, Zelinka - Ford Escort RS Cosworth
9. Tošovský, Krečman - Mitsubishi Lancer EVO VI
10. Chvojka, Chvojková - Ford Escort RS Cosworth

## 02/XXI. Slovnaft Valašská rally
- MMČR koef.3
- 26. -28. dubna
- 488 km
- 12 RZ

Minimální výpadky elitních posádek.

### Výsledky
1. Tomáš Hrdinka, Petr Gross - Subaru Impreza WRC
2. Emil Triner, Miloš Hůlka - Seat Cordoba WRC
3. Štěpán Vojtěch, Michal Ernst - Toyota Corolla WRC
4. Jan Kopecký, Filip Schovánek - Toyota Corolla WRC
5. Václav Pech mladší, Petr Uhel - Ford Focus WRC
6. Tomáš Vojtěch, Štěpán Palivec - Toyota Corolla WRC
7. Karel Trojan, Jan Možný - Toyota Corolla WRC
8. Chvojka, Chvojková - Ford Escort RS Cosworth
9. Václav Arazim, Jůlius Gál - Mitsubishi Lancer EVO VII
10. Ladislav Křeček, Hanzlík - Ford Escort RS Cosworth

## 03/XX. Seat Rally Český Krumlov
- MMČR koef. 3
- 17. - 19. května
- 578 km
- 16 RZ

Václav Pech se díky vítězství dostal do čela průběžné klasifikace. Vítězové předchozích podniků odpadli po havárii, respektive technických potížích.

### Výsledky
1. Václav Pech mladší, Petr Uhel - Ford Focus WRC
2. Emil Triner, Miloš Hůlka - Seat Cordoba WRC
3. Jan Kopecký, Filip Schovánek - Toyota Corolla WRC
4. Jindřich Štolfa, Singer - Peugeot 306 MAXI
5. Miroslav Jandík, Radim Chrastecký - Mitsubishi Lancer EVO VII
6. Václav Arazim, Jůlius Gál - Mitsubishi Lancer EVO VII
7. Jan Trajbold, Zelinka - Ford Escort RS Cosworth
8. Chvojka, Chvojková - Ford Escort RS Cosworth
9. Ladislav Křeček, Hanzlík - Ford Escort RS Cosworth
10. Tošovský, Krečman - Mitsubishi Lancer EVO VII

## 04/XXIX. Škoda Auto Rally Bohemia
- MMČR koef. 4
- ME koef. 5
- 28. - 30. června
- 582 km
- 13 RZ

Zvítězil Roman Kresta nasazený za tým Škoda Motorsport.

### Výsledky
1. Roman Kresta, Jan Tománek - Škoda Octavia WRC
2. Václav Pech mladší, Petr Uhel - Ford Focus WRC
3. Tomáš Hrdinka, Petr Gross - Subaru Impreza WRC
4. Emil Triner, Miloš Hůlka - Seat Cordoba WRC
5. Pattison, Marchbank - Ford Escort RS Cosworth
6. Michal Gargulák, Malčík - Mitsubishi Lancer EVO VI
7. Jindřich Štolfa, Singer - Peugeot 306 MAXI
8. Tomáš Vojtěch, Štěpán Palivec - Toyota Corolla WRC
9. Chvojka, Chvojková - Ford Escort RS Cosworth
10. Miroslav Jandík, Radim Chrastecký - Mitsubishi Lancer EVO VII

## 05/XXXII. Barum rally Zlín
- MMČR koef. 4
- ME koef. 10
- 13. - 15. září
- 816 km
- 18 RZ

Čelo pole opanovali zahraniční piloti - účastníci ME. Mezi nimi a českými piloty (vyjma Kresty, který ale později odpadl) tak vznikla značná časová mezera.

### Výsledky
1. Travaglia, Zanella - Peugeot 206 WRC
2. Leszek Kuzaj, Mombaerts - Peugeot 206 WRC
3. Kulig, Baran - Ford Focus WRC
4. Václav Pech mladší, Petr Uhel - Ford Focus WRC
5. Tomáš Vojtěch, Štěpán Palivec - Toyota Corolla WRC
6. Lesnikov, Rusov - Subaru Impreza WRC
7. Emil Triner, Miloš Hůlka - Seat Cordoba WRC
8. Karel Trojan, Jan Možný - Toyota Corolla WRC
9. Štěpán Vojtěch, Michal Ernst - Toyota Corolla WRC
10. Václav Arazim, Jůlius Gál - Mitsubishi Lancer EVO VII

## 06/XXIV. Rally Příbram
- MMČR koef. 3
- 28. - 29. září
- 590 km
- 16 RZ

Václav Pech zde předčasně po odstoupení Trinera získal titul. Stejně tak Štolfa v kategorii F2 a Arazim ve skupině N.

### Výsledky
1. Václav Pech mladší, Petr Uhel - Ford Focus WRC
2. Tomáš Hrdinka, Petr Gross - Subaru Impreza WRC
3. Jan Kopecký, Filip Schovánek - Toyota Corolla WRC
4. Milan Dolák, Palivec - Toyota Corolla WRC
5. Karel Trojan, Jan Možný - Škoda Octavia WRC
6. Jindřich Štolfa, Singer - Peugeot 306 MAXI
7. Berger, Máša - Ford Escort RS Cosworth
8. Trajbold, Zelinka - Ford Escort RS Cosworth
9. Ladislav Křeček, Hanzlík - Ford Escort RS Cosworth
10. Štajf, Janoušek - Ford Escort RS Cosworth

## 07/XIII. Horácká rally Třebíč
- MMČR koef. 3
- 26. - 27. října
- 589 km
- 20 RZ

Všichni předem jistí šampióni se rozhodli vynechat poslední soutěž. Podnik navíc postihlo horší počasí.

### Výsledky
1. Jan Kopecký, Filip Schovánek - Toyota Corolla WRC
2. Emil Triner, Miloš Hůlka - Seat Cordoba WRC
3. Karel Trojan, Jan Možný - Ford Focus WRC
4. Tomáš Vojtěch, Štěpán Palivec - Toyota Corolla WRC
5. Miroslav Jandík, Radim Chrastecký - Mitsubishi Lancer EVO VII
6. Trajbold, Zelinka - Ford Escort RS Cosworth
7. Chvojka, Chvojková - Ford Escort RS Cosworth
8. Prokop, Jůlius Gál - Mitsubishi Lancer EVO VII
9. Karel Trněný, Pritzl - Škoda Octavia WRC
10. Liška, Kestler - Toyota Celica GT-4

## Celkové výsledky

### A nad 2000
1. Václav Pech mladší, Petr Uhel - Ford Focus WRC
2. Emil Triner, Miloš Hůlka - Seat Cordoba WRC
3. Karel Trojan, Jan Možný - Toyota Corolla WRC, Škoda Octavia WRC, Ford Focus WRC

### A/2000
1. Jindřich Štolfa, Cvrčková, Singer - Peugeot 306 MAXI
2. Josef Sedláček, Pavel Rybníkář - Nissan Almera GTi
3. Dušan Kouřil, Ladislav Dolínek - Seat Ibiza Kit Car

### A/16000
1. Jaroslav Holý, Billy Latif - Škoda Felicia Kit Car
2. Jaroslav Kalný, Tomáš Drásta - Peugeot 206 Kit Car
3. Josef Peták, Alena Benešová - Peugeot 206 Kit Car

### A/1400
1. Vlastimil Hodaň, Alena Hodaňová - Škoda Felicia Kit Car
2. Pavel Okrajek, Petr Kozel - Škoda Felicia A1400
3. Kateřina Trojanová, Markéta Foglarová - Škoda Felicia A 1400

### N nad 2000
1. Václav Arazim, Jůlius Gál - Mitsubishi Lancer EVO VII
2. Miroslav Jandík, Radim Chrastecký - Mitsubishi Lancer EVO VII
3. Marcel Tuček, Václav Tesař - Proton Perth EVO VI

### N/2000
1. Petr Vlašín, Karel Ševčík - Citroën Xsara
2. Antonín Tlusťák, Rudolf Kouřil - Honda Civic Type-R
3. Jindřich Kunc, Marie Palková - Honda Civic Type-R

### N/1600
1. Jan Jelínek, Karel Vajík - Honda Civic VTi
2. Jan Tarabus, Igor Norek - Honda Civic VTi
3. Vladimír Barvík, Roman Konečný - Honda Civic VTi

### N/1400
1. Pavel Kundrát, František Poláček - Volkswagen Polo
2. Pavel Šimek, Radek Janiš - Suzuki Swift GTi
3. Lubomír Vokál, Ondřej Novák - Škoda Felicia